# Herniaria maskatensis
Herniaria maskatensis är en nejlikväxtart som beskrevs av Joseph Friedrich Nicolaus Bornmüller. Herniaria maskatensis ingår i släktet knytlingar, och familjen nejlikväxter. Inga underarter finns listade i Catalogue of Life.